# دانا اینترنشنال

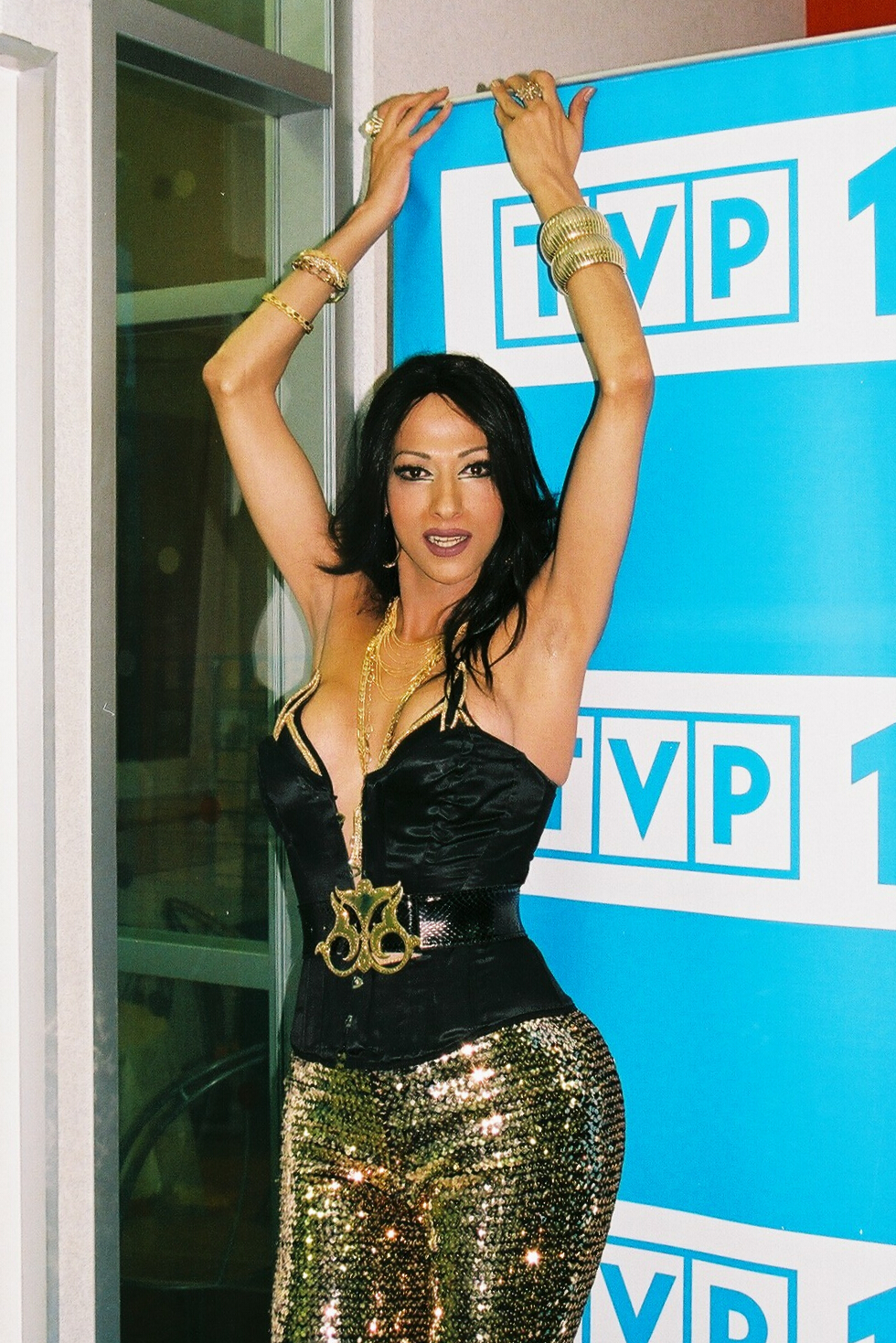
دانا اینترنشنال

یارون کوهن (به عبری: ירון כהן) شناخته شده با نام دانا اینترنشنال (به عبری: דנה אינטרנשיונל) (زاده ۲ فوریه ۱۹۷۲) خواننده پاپ اسرائیلی است که از یهودیان یمن بوده‌اند. او یک زن ترنس است.
شهرت او به خاطر ترانه دیوا در یورویژن ۱۹۹۸ است که توانست رتبه نخست را از آن خود نماید. او همچنین یکی از تراجنسی‌های معروف جهان می‌باشد. او از سال ۱۹۹۲ کار حرفه‌ای خود را به عنوان خواننده اغاز نمود. او تا کنون ۸ آلبوم به اضافه سه آلبوم گرد آوری شده را بیرون داده‌است. از او به عنوان یکی از موفق‌ترین خوانندگان اسراییل نام برده می‌شود. دانا اینترنشنال مجدداً در سال ۲۰۱۱ به عنوان نماینده اسراییل در یوروویژن ۲۰۱۱ با ترانه دینگ دانگ شرکت نمود.